# Aktuatoryka
Aktuatoryka (ang. actuator – urządzenie uruchamiające, nastawnik) – aktoryka, dziedzina mechatroniki zajmująca się budową i sterowaniem urządzeń wykonawczych, realizujących zadania ruchowe i siłowe eliminując tym samym udział człowieka w sterowaniu.